# Bart Horseling
Bart Horseling (19 september 1948) is een Nederlandse politicus voor de Partij van de Arbeid (PvdA).
Vanaf 1 januari 2007 was Horseling ruim zeven jaar burgemeester van de gemeente Weesp. Daarvoor oefende hij vanaf 29 augustus 2001 diezelfde functie uit in de gemeente Reiderland (provincie Groningen). Daar weer voor was hij gemeenteraadslid, fractievoorzitter en wethouder in Weesp (vanaf 1982).
Tijdens zijn ambtsperiode in Reiderland kwam hij een paar keer regionaal in het nieuws. In de eerste plaats omdat hij zonder gezin naar de gemeente kwam. Dit was overigens vooraf bekend bij de vertrouwenscommissie uit de gemeenteraad, die bij de sollicitatie betrokken was. Ook was de burgemeester niet in het bezit van een rijbewijs, maar daarvoor had hij een passende oplossing: de fiets.
Op 11 december 2013 maakte Horseling in de raadsvergadering bekend dat hij per 1 april 2014 met pensioen gaat.